# لشکر ۸ پیاده (عراق)
لشکر ۸ پیاده عراق (انگلیسی: 8th Division) لشکر پیاده‌نظام زیرمجموعه نیروی زمینی عراق است، که در خلال جنگ ایران و عراق از یگان‌های عمل‌کننده ارتش عراق بود و در عملیات رمضان شرکت داشت. ستاد فرماندهی لشکر ۸ پیاده پیش‌تر در شهر اربیل مستقر بود، ولی هم‌اکنون قرارگاه فرماندهی آن در شهر دیوانیه قرار دارد.

## تاریخچه
قبل از اصلاحات پس از سال ۲۰۰۴، این لشکر بخشی از ارتش سابق عراق بود. درست قبل از جنگ ایران و عراق، این لشکر به عنوان بخشی از سپاه اول در اربیل مستقر بود. لشکر هشتم از واحدهای سابق گارد ملی عراق تشکیل شده است که برخی از آنها در اوایل سال ۲۰۰۴ تشکیل شده بودند، اما ستاد لشکر تا ژانویه ۲۰۰۶ کنترل منطقه عملیاتی خود را به دست نگرفت.
در ۷ سپتامبر ۲۰۰۶، نوری المالکی، نخست‌وزیر، سندی را امضا کرد که کنترل نیروهای دریایی و هوایی کوچک عراق و لشکر هشتم ارتش عراق، مستقر در جنوب، را به دست می‌گرفت. فرمانده لشکر هشتم، سرتیپ عثمان الفرهود به خبرگزاری آسوشیتدپرس گفت که نیروهایش هنوز برای مواردی مانند کمک‌های پزشکی، تأسیسات ذخیره‌سازی و پشتیبانی هوایی به حمایت ائتلاف به رهبری ایالات متحده نیاز دارند و اظهار داشت: «به نظر من، زمان می‌برد تا لشکر او کاملاً خودکفا شود.»
تا مارس ۲۰۰۷، فرمانده لشکر هنوز عثمان علی فرهود بود، اما به سرلشکر ارتقا یافته بود. این لشکر در نوامبر ۲۰۰۷ در عملیات «جهش شیر» شرکت کرد.

## سازمان
در سال ۲۰۱۰، این لشکر از یگان‌های زیر تشکیل می‌شود:
- ستاد لشکر، دیوانیه
- تیپ ۳۰ کماندویی (موتوری)، ستاد واسط
- تیپ ۳۱ کماندویی (موتوری)، ستاد دیوانیه
- تیپ ۳۲ کماندویی (موتوری)، ستاد کوت
- تیپ ۳۳ کماندویی (موتوری)، ستاد کربلا
- هنگ ۸ مهندسی رزمی، دیوانیه
- هنگ ۹ حمل و نقل و تدارکات، نعمانیه